# 地方検察庁
地方検察庁（ちほうけんさつちょう）は、地方裁判所および家庭裁判所に対応して設置される検察庁。その長は検事正である。地検と略される。
地方検察庁の名称及び位置は政令によって定められており、全国に50庁が設けられている。また、地方検察庁には支部を設けることができ、地方裁判所支部（および家庭裁判所支部）に対応して203支部が設けられている。
なお、地方裁判所支部はそれぞれの管轄区域内に庁舎が置かれているのに対して、地方検察庁支部は「最高検察庁以外の検察庁の名称及び位置を定める政令」（昭和22年政令第35号）の第三表で地方裁判所支部の近隣に所在地が定められているものの、一部の支部においては管轄区域外に所在する他の地検支部（または本庁）庁舎で集約して事務が取り扱われている。区検察庁でも同様のケースがみられる。

## 地方検察庁一覧
下線▼は管轄区域外に所在する他の地検支部（または本庁）庁舎において事務を取り扱う地検支部を示す。
札幌高等検察庁管内（北海道）
- 札幌地方検察庁：岩見沢支部・室蘭支部・小樽支部・滝川支部・浦河支部・岩内支部▼・苫小牧支部
- 函館地方検察庁：江差支部▼
- 旭川地方検察庁：名寄支部・紋別支部・留萌支部▼・稚内支部
- 釧路地方検察庁：帯広支部・網走支部・北見支部・根室支部

仙台高等検察庁管内（東北地方）
- 仙台地方検察庁（宮城県）：大河原支部▼・古川支部・石巻支部・登米支部▼・気仙沼支部
- 福島地方検察庁（福島県）：相馬支部▼・郡山支部・白河支部・会津若松支部・いわき支部
- 山形地方検察庁（山形県）：新庄支部・米沢支部・鶴岡支部・酒田支部
- 盛岡地方検察庁（岩手県）：花巻支部・二戸支部・遠野支部・宮古支部・一関支部・水沢支部
- 秋田地方検察庁（秋田県）：能代支部・本荘支部・大館支部・横手支部・大曲支部
- 青森地方検察庁（青森県）：弘前支部・八戸支部・五所川原支部・十和田支部

東京高等検察庁管内（関東地方）
- 東京地方検察庁（東京都）：立川支部
- 横浜地方検察庁（神奈川県）：川崎支部・相模原支部・横須賀支部・小田原支部
- さいたま地方検察庁（埼玉県）：越谷支部・川越支部・熊谷支部・秩父支部▼
- 千葉地方検察庁（千葉県）：佐倉支部・一宮支部・松戸支部・木更津支部・館山支部・八日市場支部・佐原支部▼
- 水戸地方検察庁（茨城県）：土浦支部・下妻支部・日立支部・龍ケ崎支部・麻生支部
- 宇都宮地方検察庁（栃木県）：真岡支部・大田原支部・栃木支部・足利支部
- 前橋地方検察庁（群馬県）：高崎支部・桐生支部・太田支部・沼田支部
- 静岡地方検察庁（静岡県）：沼津支部・富士支部・下田支部・浜松支部・掛川支部
- 甲府地方検察庁（山梨県）：都留支部
- 長野地方検察庁（長野県）：上田支部・佐久支部・松本支部・諏訪支部・飯田支部・伊那支部
- 新潟地方検察庁（新潟県）：三条支部・新発田支部・長岡支部・高田支部・佐渡支部

名古屋高等検察庁管内（中部地方）
- 名古屋地方検察庁（愛知県）：岡崎支部・豊橋支部・一宮支部・半田支部
- 津地方検察庁（三重県）：松阪支部・伊賀支部・四日市支部・伊勢支部・熊野支部
- 岐阜地方検察庁（岐阜県）：大垣支部・高山支部・多治見支部・御嵩支部
- 福井地方検察庁（福井県）：武生支部・敦賀支部
- 金沢地方検察庁（石川県）：小松支部・七尾支部・輪島支部
- 富山地方検察庁（富山県）：魚津支部・高岡支部

大阪高等検察庁管内（近畿地方）
- 大阪地方検察庁（大阪府）：堺支部・岸和田支部
- 京都地方検察庁（京都府）：園部支部▼・宮津支部・舞鶴支部・福知山支部
- 神戸地方検察庁（兵庫県）：伊丹支部・尼崎支部・明石支部・柏原支部・姫路支部・社支部・龍野支部・豊岡支部・洲本支部
- 奈良地方検察庁（奈良県）：葛城支部・五條支部
- 大津地方検察庁（滋賀県）：彦根支部・長浜支部
- 和歌山地方検察庁（和歌山県）：田辺支部・御坊支部・新宮支部

広島高等検察庁管内（中国地方）
- 広島地方検察庁（広島県）：呉支部・尾道支部・福山支部・三次支部
- 山口地方検察庁（山口県）：周南支部・萩支部・岩国支部・下関支部・宇部支部
- 岡山地方検察庁（岡山県）：倉敷支部・新見支部▼・津山支部
- 鳥取地方検察庁（鳥取県）：倉吉支部・米子支部
- 松江地方検察庁（島根県）：出雲支部・浜田支部・益田支部・西郷支部▼

高松高等検察庁管内（四国地方）
- 高松地方検察庁（香川県）：丸亀支部・観音寺支部
- 徳島地方検察庁（徳島県）：阿南支部・美馬支部
- 高知地方検察庁（高知県）：須崎支部・安芸支部▼・中村支部
- 松山地方検察庁（愛媛県）：大洲支部・西条支部・今治支部・宇和島支部

福岡高等検察庁管内（九州地方）
- 福岡地方検察庁（福岡県）：飯塚支部・直方支部▼・久留米支部・柳川支部・大牟田支部・八女支部▼・小倉支部・行橋支部・田川支部
- 佐賀地方検察庁（佐賀県）：武雄支部・唐津支部
- 長崎地方検察庁（長崎県）：大村支部・島原支部・佐世保支部・平戸支部▼・壱岐支部・五島支部・厳原支部
- 大分地方検察庁（大分県）：杵築支部・佐伯支部・竹田支部・中津支部・日田支部
- 熊本地方検察庁（熊本県）：玉名支部・山鹿支部・阿蘇支部・八代支部・人吉支部・天草支部
- 鹿児島地方検察庁（鹿児島県）：名瀬支部・加治木支部・知覧支部・川内支部・鹿屋支部
- 宮崎地方検察庁（宮崎県）：日南支部・都城支部・延岡支部
- 那覇地方検察庁（沖縄県）：沖縄支部・名護支部・平良支部・石垣支部